# Bremerhaven
Bremerhaven (prononcé en allemand : /bʁeːmɐˈhaːfn̩/, Port-Brême en français) est une des deux communes du Land de Brême, en Allemagne. Elle constitue l'avant-port de la ville de Brême sur la Weser.
Son nom signifie « port brêmois » en allemand.

## Géographie
Enclavée dans le Land de Basse-Saxe, elle est située sur la rive droite de la Weser, à l'endroit où celle‑ci se jette dans la mer du Nord, en face de la cité de Nordenham. Bremerhaven se trouve à plus de 50 km au nord de la ville de Brême, située en amont sur le cours du fleuve.

## Histoire

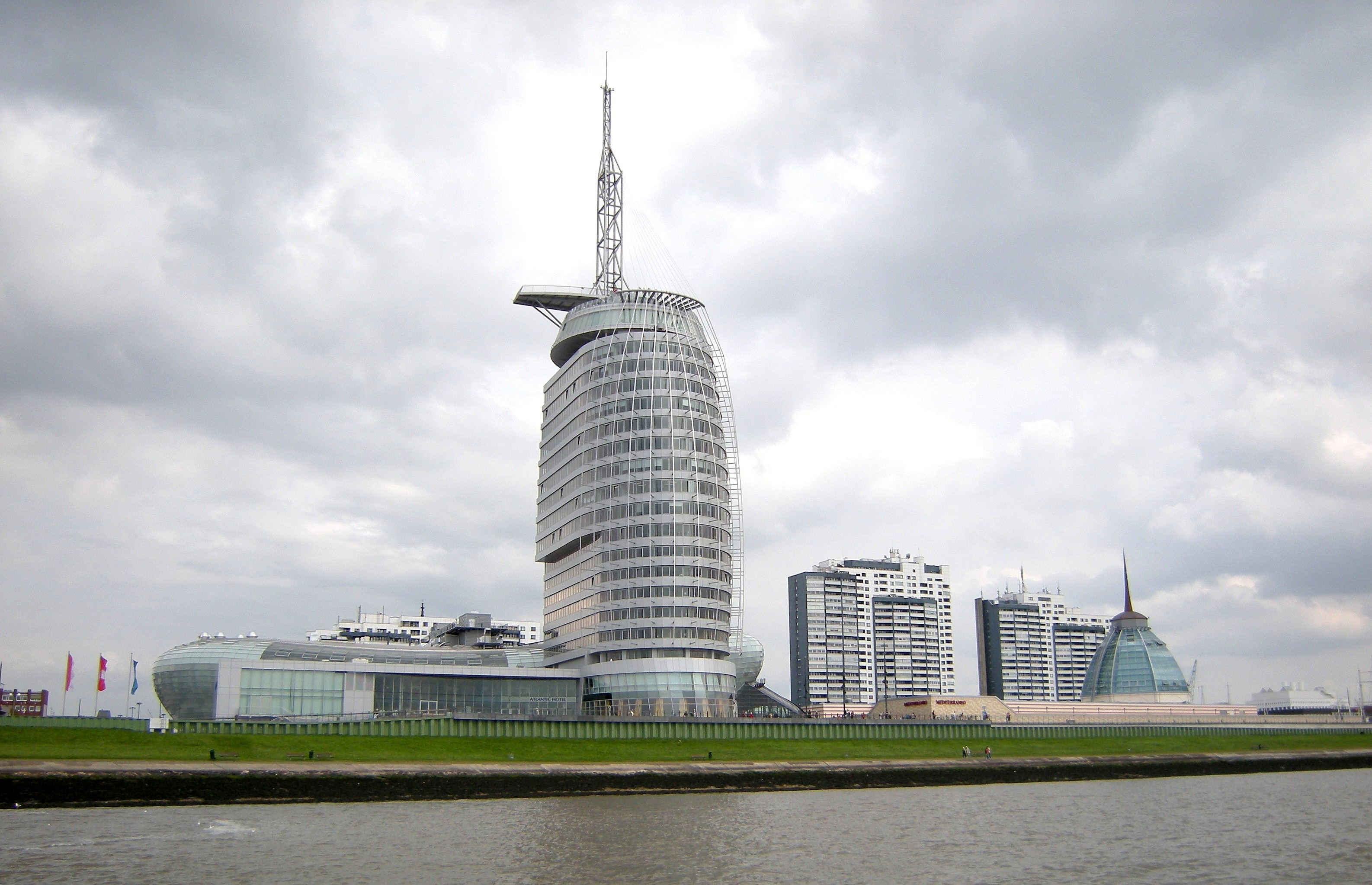
Une vue du centre-ville de Bremerhaven.

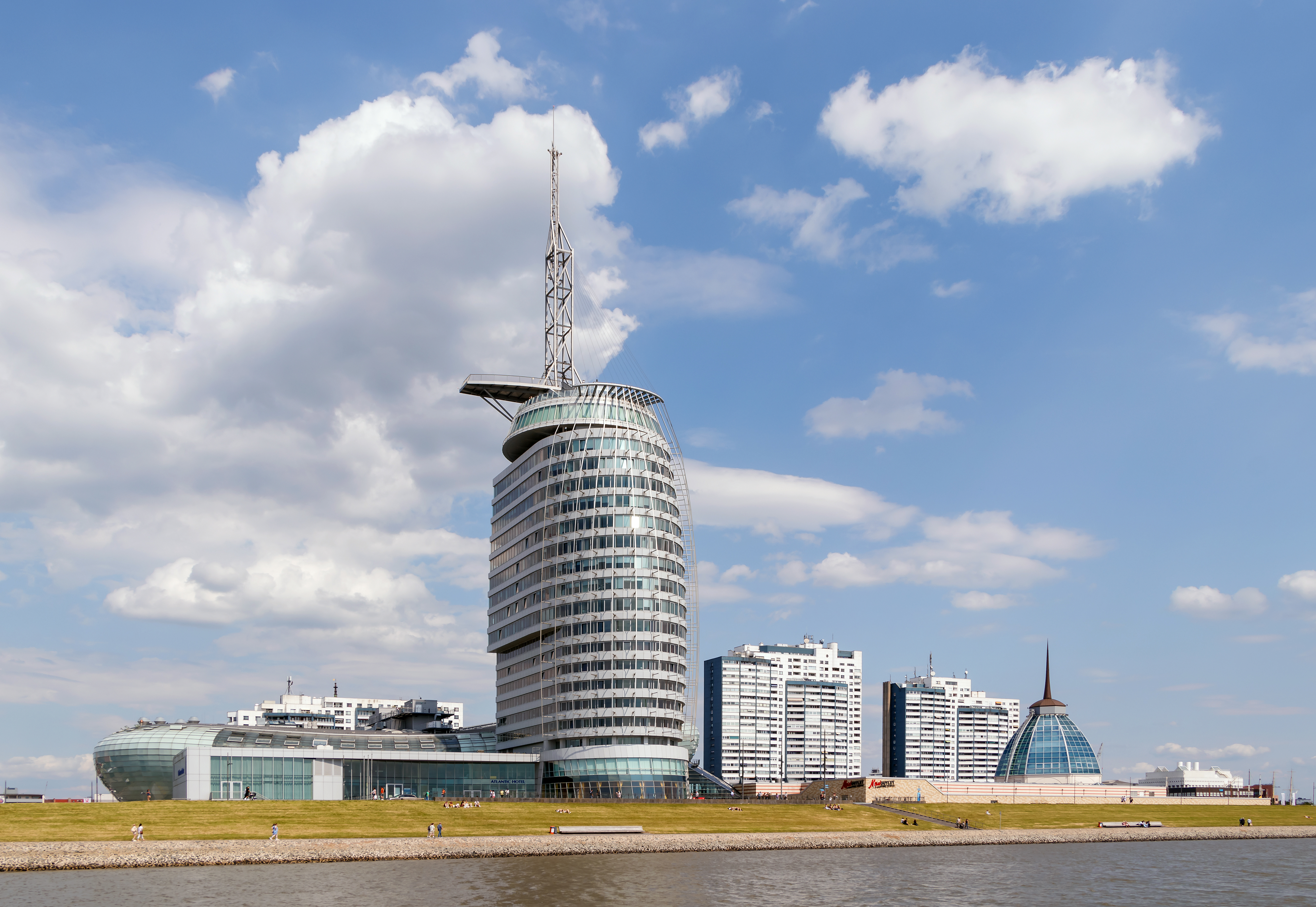
Même vue, du Havenwelten par beau temps. L'immeuble principal est la Maison du Climat. Juin 2022.

Les premières mentions des villages de Geestendorf et Wulsdorf au confluent de la Geeste et de la Weser, sur le site actuel de Bremerhaven, datent du XIIe siècle, et celles du village de Lehe datent du XIIIe siècle. Vers le milieu du XVIIe siècle, ces lieux passèrent sous domination suédoise, puis après une brève occupation par les Danois, dans le giron du Royaume de Hanovre.
En 1827, en raison de l'ensablement progressif de la Weser, la ville de Brême y fit l'acquisition de domaines pour en faire son port avancé malgré un éloignement de 50 kilomètres, ainsi la croissance du quartier brêmois de Lehe, au nord de la Geeste, fut rapide. Sur la rive opposée, le Royaume de Hanovre fonda en 1845 une cité rivale Geestemünde, pour développer le commerce, la construction navale et la pêche.
Geestemünde et Lehe fusionnèrent en 1924 pour former la nouvelle ville de Wesermünde, alors troisième plus grande ville de la Province de Hanovre après Hanovre et Osnabrück. Son port principal de haute mer participe grandement à son essor. Après l’abolition des États fédérés (Länder), Bremerhaven[pas clair] est rattaché à Wesermünde en 1939 sans le port, qui a été incorporé dans la ville de Brême en 1938.
Pendant la Seconde Guerre mondiale, Wesermünde fut une importante base navale de la Kriegsmarine (marine de guerre allemande).
Après sa destruction due au conflit, la ville rebaptisée Bremerhaven fut d'abord occupée (tout comme Brême) par les forces britanniques, qui ne tardèrent pas à évacuer ces deux villes, à la suite du protocole du 14 novembre 1944, au profit des Américains qui souhaitaient également disposer de cet avant-port et placèrent ainsi la ville dans leur Zone d'occupation. Cette situation permit alors d'éviter l'absorption de Brême et Bremerhaven au sein du Land de Basse-Saxe qui était alors en zone d'occupation britannique, et déboucha en 1947 à l'indépendance des deux cités au sein d'un même Land autonome de l'Allemagne de l'Ouest.
Avant l'ouverture du mur de Berlin et la réunification de l'Allemagne, cette ville avait le taux de chômage le plus élevé de la République fédérale d'Allemagne (RFA).

## Politique
Bremerhaven qui possède son propre conseil municipal (Stadtverordnetenversammlung) de 48 membres, élit 15 des 83 conseillers du Bürgerschaft de Brême (Bremische Bürgerschaft), le parlement du Land.

## Culture
- Stadttheater Bremerhaven

## Attractions touristiques

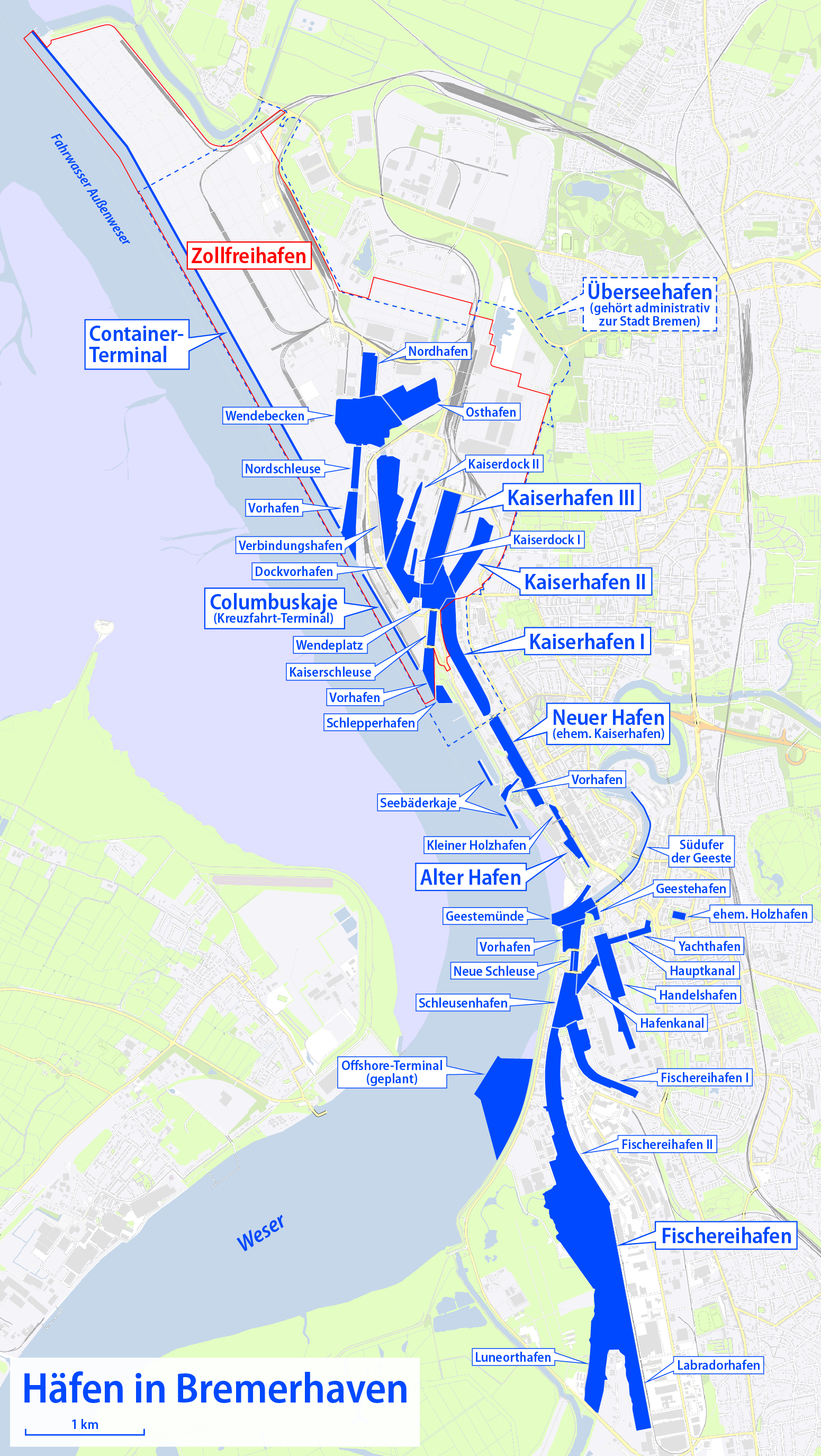
Les ports de Bremerhaven.

Tout est récent. Un musée maritime présente de nombreux bateaux flottants comme un U-Boot de 1944 et le trois-mâts Seute Deern. Il y a un aquarium (l'Atlanticum).
Le nouveau zoo vient de subir une cure de jouvence et est consacré à la faune arctique.
Un grand hôtel, l'Atlantic Hotel Sail City, dont la forme est inspirée du célèbre Burj-al-Arab, est bâti sur la côte. Une plateforme au sommet offre un panorama sur la ville et l'estuaire de la Weser.
La Maison allemande des émigrés, un des plus grands musées d'Europe concernant l'émigration, rappelle l'histoire des nombreux Allemands ayant quitté Bremerhaven pour les États-Unis.
Ouverte en 2009, la Maison du Climat, située à côté de l'Atlantic Hotel, permet de mieux comprendre la diversité des climats de la Terre. Sa principale attraction est Die Reise (le voyage), une série de salles qui permettent de voyager le long d'un méridien passant par Bremerhaven et de découvrir les différents climats et peuples rencontrés le long de ce voyage imaginaire.
Le trafic commercial important y compris transatlantique constitue également pour beaucoup une attraction majeure. La tour de contrôle, appelée la Radarturm (tour radar), pourvue d'une plateforme à son sommet offre un panorama sur la ville et l'estuaire de la Weser.
Le Sail Bremerhaven est l'un des plus grands rassemblements européens de voiliers.

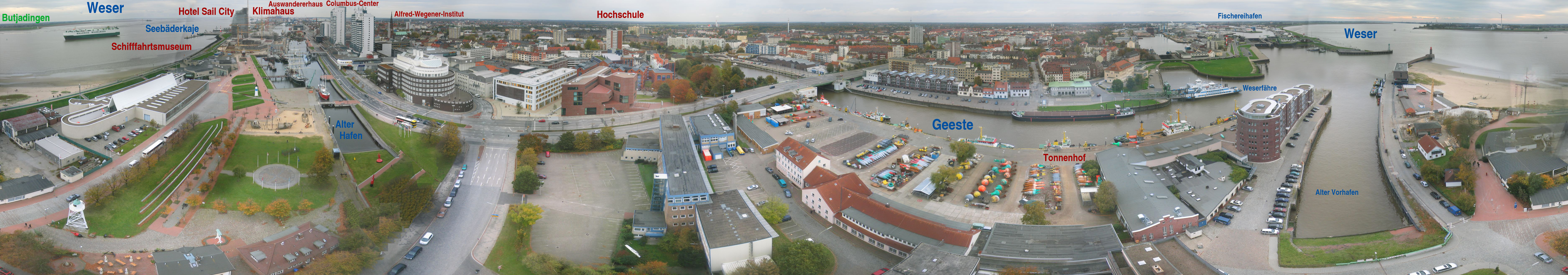
Image panoramique de Bremerhaven prise de la tour radar : le centre ville avec quelques attractions touristiques et la Weser.

## Commerce

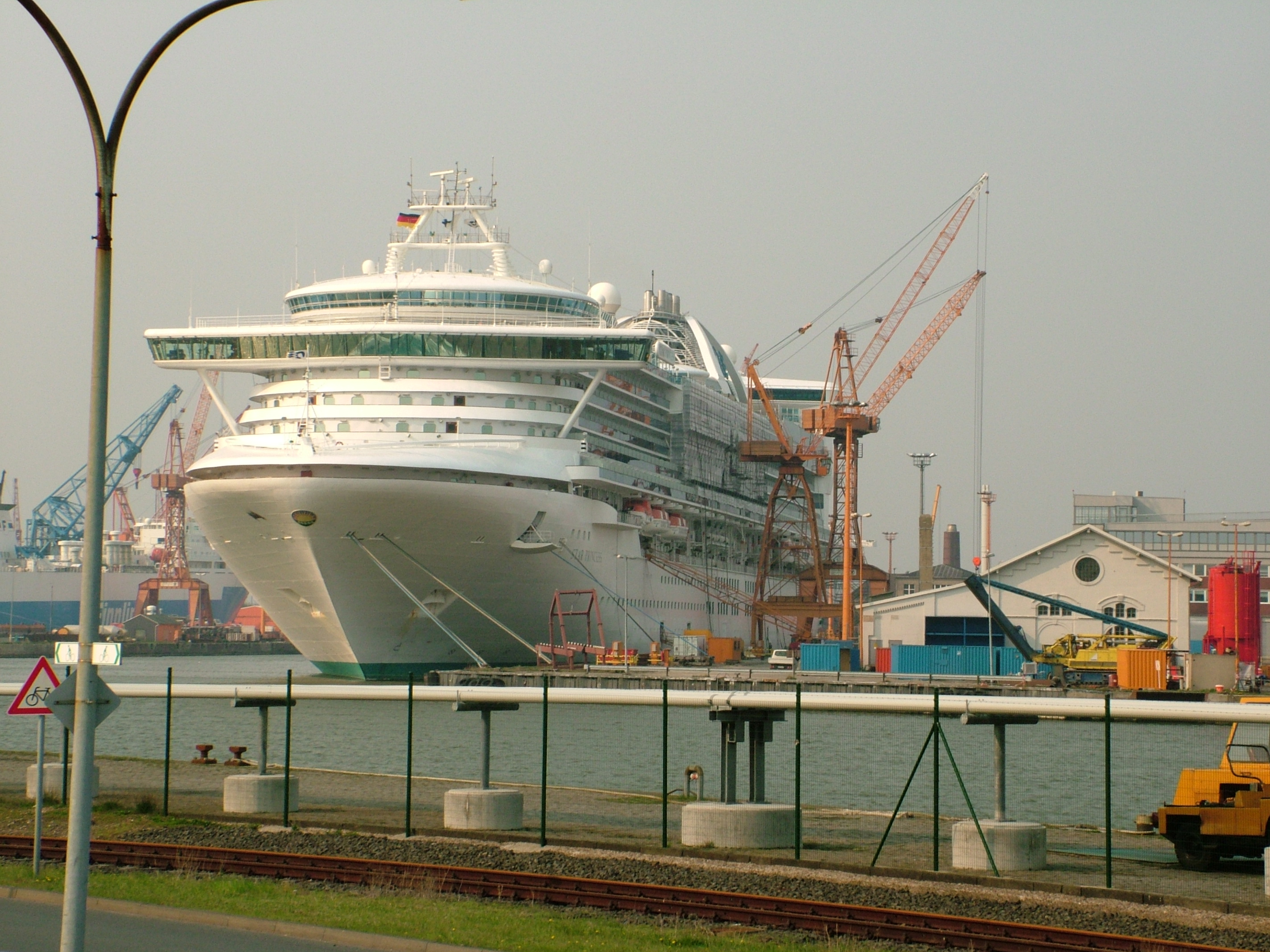
Le Star Princess en réparation.
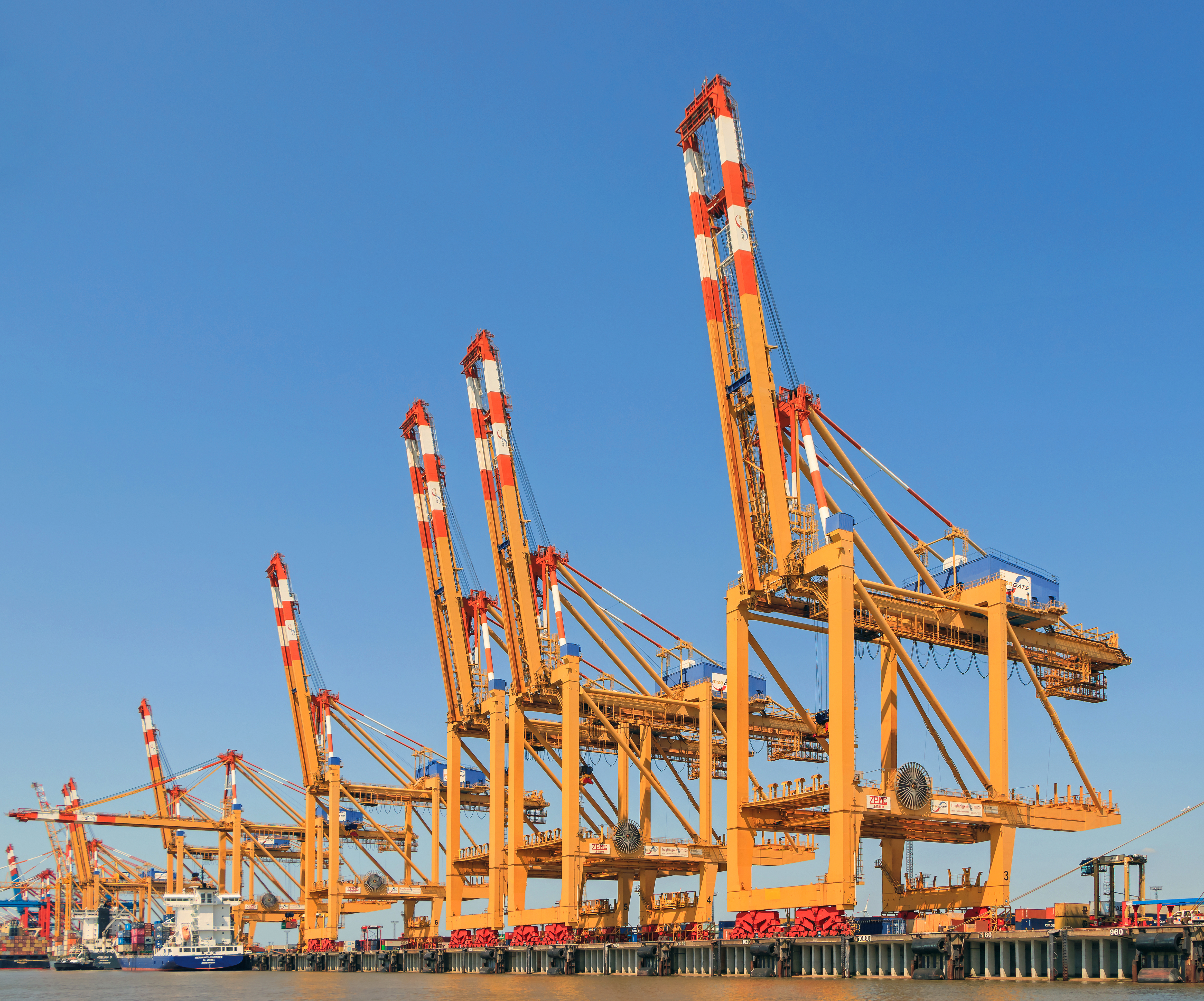
Grues dans le terminal conteneur de Bremerhaven. Juin 2022.
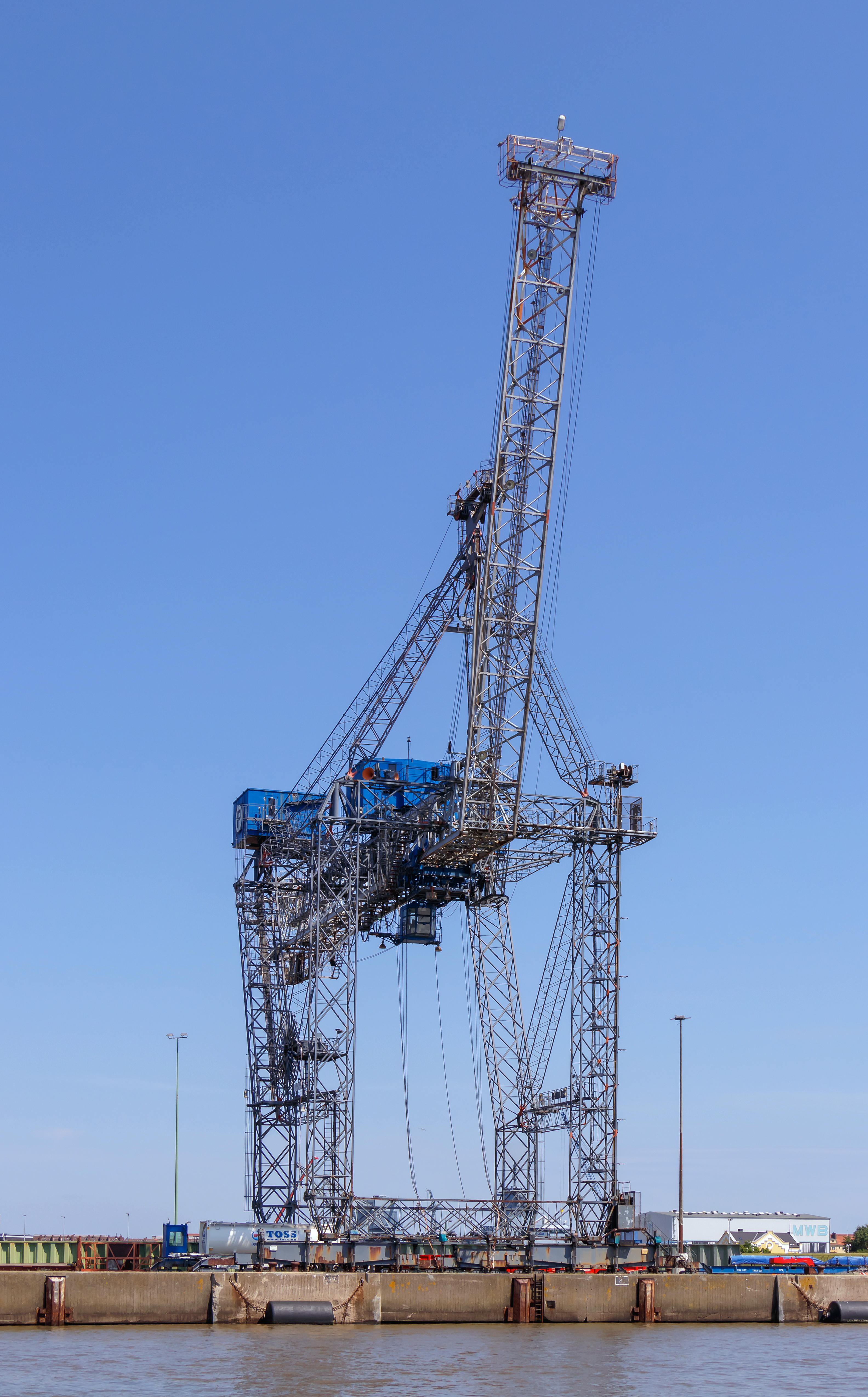
Une grue, dite girafe, sur un quai au bord de la Weser à Bremerhaven. Elle a été construite en 1976 par Peiner Träger (de).  Sa hauteur est de 54 m. Juin 2022.

Vue du poste d'observation de la Weser à Bremerhaven. Juillet 2022.

## Transports
La Bremerhaven Hauptbahnhof est la principale gare de Bremerhaven.
Bremerhaven possède un aéroport (code AITA : BRV).

## Jumelages
La ville de Bremerhaven est jumelée avec :
- Cherbourg-en-Cotentin (France) ;
- Kaliningrad (Russie) ;
- Frederikshavn (Danemark) ;
- Pori (Finlande) ;
- Grimsby (Royaume-Uni) ;
- Szczecin (Pologne) ;
- Baltimore (États-Unis) depuis 2007[3].